# Sainte-Anne-sur-Brivet
 Sainte-Anne-sur-Brivet  es una población y comuna francesa, situada en la región de Países del Loira, departamento de Loira Atlántico, en el distrito de Saint-Nazaire y cantón de Pontchâteau.

## Demografía
| 1321 | 1233 | 1532 | 2004 | 2093 | 1925 |
| Para los censos de 1962 a 1999 la población legal corresponde a la población sin duplicidades (Fuente: INSEE [Consultar]) |      |      |      |      |      |